# Ниеминен, Вилле
Вилле Ниеминен (фин. Ville Nieminen; род. 6 апреля 1977, Тампере, Хяме) — финский хоккеист, крайний нападающий. Воспитанник клуба «Таппара». Завершил карьеру игрока по окончании сезона 2014/2015. Обладатель Кубка Стэнли в составе клуба «Колорадо Эвеланш». Участник двух зимних Олимпийских игр 2002 и 2006 года.

## Карьера
Вилле Ниеминен начал свою профессиональную карьеру в 1994 году в составе родного клуба SM-liiga «Таппара», выступая до этого за её фарм-клуб. Три года спустя на драфте НХЛ он был выбран в 3 раунде под общим 78 номером клубом «Колорадо Эвеланш». В том же году Вилле отправился в Северную Америку, где стал выступать за клуб АХЛ «Херши Бэрс». В своём дебютном сезоне за океаном он набрал 36 (14+22) очков в 74 проведённых матчах. В 1999 году Ниеминен дебютировал в НХЛ, проведя один матч в составе «Колорадо», а уже в сезоне 2000/01 Вилле внёс значительный вклад в победу «лавин» в Кубке Стэнли, набрав 32 (18+14) очка в 73 проведённых матчах.
19 марта 2002 года в результате обмена на Дариуса Каспарайтиса Ниеминен стал игроком «Питтсбург Пингвинз», где выступал до конца сезона 2002/03, проведя за это время 88 матчей, и набрав 24 (10+14) очка. 29 июля 2003 года Вилле подписал контракт с «Чикаго Блэкхокс», однако проведя в его составе 60 матчей, он был обменян в «Калгари Флэймз», где за оставшуюся часть сезона набрал 16 (7+9) очков в 43 матчах. После локаута, на время которого Ниеминен возвращался в родную «Таппару», он стал игроком «Нью-Йорк Рейнджерс», однако в середине сезона он вновь был обменян, на этот раз в «Сан-Хосе Шаркс».
Последним заокеанским клубом для Вилле стал «Сент-Луис Блюз», где он провёл последние 14 матчей сезона 2006/07, после чего 20 июля 2007 года вернулся в Европу, подписав двухлетний контракт с клубом второго шведского дивизиона «Мальмё Редхокс». В составе «Мальмё» Ниеминен набрал 30 (11+19) очков в 44 проведённых матчах, после чего он принял решение вернуться в Тампере. После двух довольно успешных сезонов в Финляндии, 15 июня 2010 года Вилле заключил однолетнее соглашение с новосибирской «Сибирью». В составе новосибирцев Ниеминен провёл очень успешный сезон, набрав 37 (13+24) очков в 57 матчах, и став вторым бомбардиром клуба после Игоря Мирнова. Тем не менее, после окончания срока действия контракта руководством клуба было принято решение не продлевать соглашение с игроком.
6 мая 2011 года Вилле подписал однолетний контракт с другим клубом КХЛ — нижнекамским «Нефтехимиком», однако, проведя в его составе лишь 6 матчей, 17 октября по взаимному соглашению сторон он покинул команду. Две недели спустя Ниеминен заключил соглашение до конца сезона с рижским «Динамо», тем не менее и в латвийском клубе у него задержаться не получилось — в 16 матчах он набрал лишь 1 (0+1) очко, и 23 декабря руководство команды приняло решение расторгнуть действующий контракт с игроком.

### Международная
В составе сборной Финляндии Вилле Ниеминен принимал участие в молодёжном чемпионате мира 1997 года, на котором он в 6 проведённых матчах набрал 7 (2+5) очков. На взрослом уровне Вилле участвовал в двух Олимпийских играх — 2002 и 2006 годов. В Турине Ниеминен вместе со сборной стал серебряным призёром, уступив в финале шведам со счётом 2:3. Также Вилле — обладатель серебра на Кубке мира 2004 года.

## Достижения
- Обладатель Кубка Стэнли 2001.
- Серебряный призёр Кубка мира 2004 года.
- Серебряный призёр Олимпийских игр 2006 года.

## Статистика
| Легенда | Легенда                    | Легенда | Легенда                   | Легенда | Легенда    |
| ------- | -------------------------- | ------- | ------------------------- | ------- | ---------- |
| И       | Количество проведённых игр | Штр     | Штрафное время            | +/−     | Плюс-минус |
| Г       | Голы                       | П       | Голевые передачи          | О       | Очки       |
| -       | Статистика неизвестна      | —       | Статистика не учитывалась |         |            |

## Интересные факты
- Благодаря своему хорошему чувству юмора и красноречию, Ниеминен часто привлекается для комментирования матчей на финском телевидении.
- Отец Эса играл за «Таппару» в 60-х годах[8], племянница Линнеа Мелотиндос в настоящее время играет за клуб «Киекко-Эспоо», теща Анне Нурми играла за «Ильвес» и женскую сборную Финляндии. У Вилле трое детей[9], сын Вильями играет в школе «Таппары».